# Another Day of Life
Another Day of Life (en anglès, un dia més de vida) és una pel·lícula documental d'animació en coproducció polonesa, espanyola, belga, alemanya i hongaresa, dirigida per Raúl de la Fuente i Damian Nenow el 2018, basat en la l'autobiografia Jeszcze dzień życia del periodista polonès Ryszard Kapuściński. El seu pressupost era de 7 milions d'euros.

## Sinopsi
Una història apassionant d'un viatge de tres mesos que el reconegut reporter polonès Ryszard Kapuscinski va recórrer Angola des dels darrers dies de la guerra d'independència i la conseqüent guerra civil en què les línies del front es van desplaçar com un calidoscopi, d'un dia per l'altre.

## Repartiment
- Miroslaw Haniszewski – Ryszard Kapuściński
- Vergil J. Smith – Queiroz / Luis Alberto / Nelson
- Tomasz Zietek – Farrusco
- Celia Manuel - Carlota /Dona Cartagina / Dona a la carretera
- Olga Boladz – Carlota / Dona Cartagina
- Rafal Fudalej – Friedkin / Estudiant
- Pawel Paczesny – Soldat portuguès / Carlos
- Jakub Kamienski – Luis Alberto / Nelson / Papà
- Kerry Shale – Ryszard Kapuściński (veu)
- Daniel Flynn – Queiroz (veu)
- Youssef Kerkour – Farrusco (veu)
- Lillie Flynn – Carlota (veu)
- Akie Kotabe – Friedkin / Student (veu)
- Ben Elliot – Portuguese soldier (veu)
- Emma Tate - Dona Cartagina (veu)
- Jude Owusu – Carlos (veu)
- Martin Sherman – Luis Alberto / Nelson (veu)
- William Vanderpuye – Daddy (veu)
- Wilson Benedito – Soldat (veu)

## Crítiques
| «                               | "La tècnica triada és la rotoscopia. (...) Apurant la sensació és més real que la pròpia realitat: hiperreal per tant (...) El que queda al final és una frontera que es creua, un límit que s'esborra. Entre la realitat i el desig." | » |
| — Luis Martínez: Diari El Mundo | |   |

| «                                    | "La novel·la de Kapuscinski troba en el treball de Raúl de la Fuente i Damian Nenow la benedicció de l'originalitat i la fortuna del talent. (...) fantàstica animació (...) és entretinguda i molt original (…) Puntuació: ★★★ (sobre 5)" | » |
| — Oti Rodríguez Marchante: Diari ABC | |   |

## Premis i nominacions
| Data                   | Cerimònia                                                | Categoria                                                              | Receptor(s)                                                                | Resultat  | Ref.   |
| ---------------------- | -------------------------------------------------------- | ---------------------------------------------------------------------- | -------------------------------------------------------------------------- | --------- | ------ |
| 19 de maig de 2018     | 71è Festival Internacional de Cinema de Canes            | L'Œil d'or                                                             | Another Day of Life                                                        | Nominat   | [ 6 ]  |
| 21 de juny de 2018     | Biografilm Festival                                      | Premi a la millor pel·lícula Unipol                                    | Another Day of Life                                                        | Nominat   |        |
| 21 de juny de 2018     | Biografilm Festival                                      | Menció especial del Jurat                                              | Another Day of Life                                                        | Guanyador |        |
| 21 de juny de 2018     | Biografilm Festival                                      | Premi de l'Audiència- Competició Internacional                         | Another Day of Life                                                        | Guanyador |        |
| 22 de setembre de 2018 | 43è Festival del Cinema Polonès de Gdynia                | Urpa Daurada - Competició Visions Apart                                | Another Day of Life                                                        | Nominat   |        |
| 28 de setembre de 2018 | 2n Festival de Cinema El Gouna                           | Estrella Daurada - Competició de documentals                           | Another Day of Life                                                        | Nominat   |        |
| 28 de setembre de 2018 | 2n Festival de Cinema El Gouna                           | Premi de l'Audiència                                                   | Another Day of Life                                                        | Guanyador |        |
| 29 de setembre de 2018 | 66è Festival Internacional de Cinema de Sant Sebastià    | Perlak                                                                 | Another Day of Life                                                        | Nominat   | [ 7 ]  |
| 29 de setembre de 2018 | 66è Festival Internacional de Cinema de Sant Sebastià    | Premi de l'Audiència Ciutat de Donostia                                | Another Day of Life                                                        | Guanyador |        |
| 14 d'octubre de 2018   | 4th Festival de Cinema Olsztyn WAMA                      | Premi de l'Audiència                                                   | Another Day of Life                                                        | Guanyador |        |
| 28 d'octubre de 2018   | 16th Tofifest                                            | Golden Angel                                                           | Another Day of Life                                                        | Nominat   |        |
| 9 de desembre de 2018  | 2n Premis Emile                                          | Millor direcció                                                        | Damian Nenow, Raul de la Fuente                                            | Nominat   |        |
| 9 de desembre de 2018  | 2n Premis Emile                                          | Millor guió en llargmetratge                                           | Raul de la Fuente, Amaia Remirez, Niall Johnson, David Weber, Damian Nenow | Nominat   |        |
| 9 de desembre de 2018  | 2n Premis Emile                                          | Millor disseny de fons i personatges en una producció de llargmetratge | Rafał Wojtunik                                                             | Nominat   |        |
| 9 de desembre de 2018  | 2n Premis Emile                                          | Millor banda sonora en una producció de llargmetratge                  | Mikel Salas                                                                | Nominat   |        |
| 9 de desembre de 2018  | 2n Premis Emile                                          | Millor disseny de so en una producció de llargmetratge                 | Oriol Tarragó                                                              | Nominat   |        |
| 15 desembre de 2018    | 31ns Premis del Cinema Europeu                           | Millor pel·lícula europea d'animació                                   | Another Day of Life                                                        | Guanyador | [ 8 ]  |
| 2 de febrer de 2019    | XXXIII Premis Goya                                       | Millor pel·lícula documental                                           | Another Day of Life                                                        | Guanyador | [ 9 ]  |
| 28 de gener de 2019    | Medalles del Cercle d'Escriptors Cinematogràfics de 2018 | Millor pel·lícula d'animació                                           | Another Day of Life                                                        | Guanyador | [ 10 ] |